# Haenyeo
Le haenyeo (해녀?, 海女?, haenyŏMR) sono sommozzatrici della provincia sudcoreana di Jeju, dedite alla raccolta di molluschi, alghe e altre forme di vita marina, rappresentative della struttura familiare semi-matriarcale della provincia stessa.
A marzo 2014 il governo sudcoreano ha richiesto all'UNESCO di inserirle tra i patrimoni orali e immateriali dell'umanità, nella cui lista sono state iscritte nel 2016. Sono indicate come patrimonio culturale immateriale della Corea del Sud dal 2017, e nel 2023 sono state inserite nella lista dei patrimoni agricoli di importanza globale dal FAO.

## Storia
La tradizione dell'immersione subacquea era presente a Jeju almeno dal 434. In origine era una professione esclusivamente maschile, ad eccezione solo delle mogli che lavoravano insieme ai mariti. La prima menzione riferente alle sommozzatrici nella letteratura risale al XVII secolo in una monografia sulla geografia di Jeju che le descrive come jamnyeo (letteralmente, "donne che s'immergono").
Entro il XVIII secolo, il numero delle sommozzatrici, a cui ci si riferiva ormai comunemente con il nome di haenyeo, aveva superato quello dei colleghi maschi. Sono state fornite diverse spiegazioni a questo cambiamento: ad esempio, nel XVII secolo molti uomini morirono in mare a causa della guerra o in incidenti di pesca d'altura, e l'immersione divenne un lavoro esclusivo delle donne. Un'altra spiegazione è che, fisiologicamente, il corpo femminile ha più grasso sottocutaneo e una soglia di resistenza ai brividi più elevata rispetto a quello maschile, caratteristiche che lo rendono più adatto a sopportare le acque fredde. Un documento del XVIII secolo attesta che i funzionari statali frustavano le donne, e a volte anche i loro genitori o mariti, quando non riuscivano a pagare un tributo in natura consistente di abaloni essiccati, il ché costringeva molte donne a immergersi nelle acque fredde anche durante la gravidanza.
Mentre l'immersione in mare diventava una professione femminile, molte haenyeo sostituirono i mariti nel provvedere alla famiglia. Questa tendenza diventò prevalente specialmente dopo che il Giappone colonizzò la Corea nel 1910 e le immersioni divennero molto più remunerative: fino ad allora, infatti, la maggior parte del raccolto delle haenyeo veniva consegnata al governo di Joseon come tributo, ma i giapponesi abolirono questa tradizione, permettendo alle haenyeo di vendere il pescato e trarne profitto. Inoltre, i mercanti giapponesi e coreani assunsero le haenyeo come lavoratrici salariate, migliorandone la situazione finanziaria. A Yeonpyeong-ri, un'isola vicino a Incheon dove lavoravano molte haenyeo, il loro salario costituiva in media tra il 40 e il 48% del reddito totale di una famiglia tipica. Il ruolo di spicco delle haenyeo nell'economia di Jeju e in famiglia continuò ad avere importanza anche dopo la colonizzazione giapponese: nei primi anni '60, il loro raccolto rappresentava il 60% delle entrate della pesca di Jeju, e il 40% dei mariti delle haenyeo era disoccupato.

## Attività
Tradizionalmente, le ragazze iniziano la formazione per diventare haenyeo a undici anni, esercitandosi prima nelle acque basse e aumentando poi progressivamente la profondità delle loro immersioni. L'addestramento dura circa sette anni. Le sommozzatrici sono divise in tre gruppi in base all'esperienza: hagun (inferiore), junggun (intermedio) e sanggun (superiore).

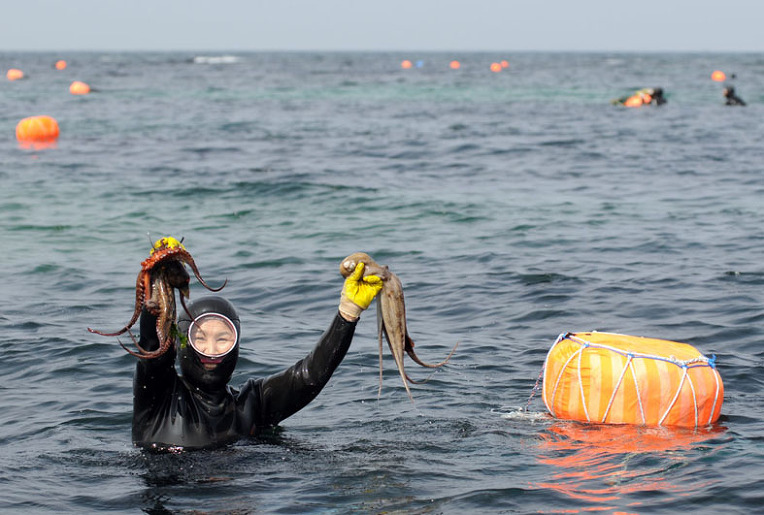
Haenyeo con il pescato.

L'attrezzatura di una haenyeo comprende muta, maschera subacquea, pinne, guanti, pesi pettorali per facilitare l'immersione, una zappa da diserbo a forma di L e una rete attaccata a un dispositivo di galleggiamento. L'immersione è preceduta da una preghiera a Jamsugut, la dea del mare, per augurare sicurezza e una pesca abbondante.
La durata delle immersioni dipende dalla stagione. Prima che i costumi da bagno di cotone venissero sostituiti dalle mute, le haenyeo potevano restare in mare soltanto per un'ora alla volta durante i mesi invernali, dopodiché trascorrevano 3 o 4 ore davanti al fuoco ad asciugarsi prima di tornare a immergersi per un'altra ora. In estate, invece, restavano in acqua fino a 3 ore per volta prima di fare una pausa.
Ad ogni immersione, le haenyeo scendono fino a 30 metri di profondità, trattenendo il fiato per oltre tre minuti. Il loro raccolto consiste tipicamente di abaloni, molluschi, polpi, ricci di mare, ascidie, alghe brune, lumache di mare, sargassi, ostriche e altre creature. I pericoli a cui vanno incontro sono meduse velenose, squali e altri predatori marini.

## Nella società
Siccome moltissime famiglie dipendevano dalle haenyeo per la maggior parte del proprio reddito, a Jeju si sviluppò una società semi-matriarcale in cui le haenyeo erano i capifamiglia. Sulle isolette al largo della costa, come quella di Mara, dove l'immersione era l'unica fonte di reddito, quest'inversione dei ruoli di genere tradizionali si compì completamente: gli uomini restavano a casa per curare i figli e fare la spesa, mentre le donne provvedevano alla famiglia lavorando. Inoltre, gli uomini pagavano una dote alla famiglia della sposa e le famiglie celebravano la nascita delle femmine anziché quella dei maschi, contrariamente a quanto avveniva nella Corea continentale.
Queste caratteristiche della società matriarcale non riuscirono comunque a superare la predominanza del confucianesimo, e ben poco cambiò al di fuori della sfera domestica. Gli uomini continuarono a ricoprire le cariche politiche, ed erano gli unici che potessero celebrare i riti per gli antenati ed ereditare le proprietà familiari. Inoltre, durante l'era coloniale le haenyeo rimasero contadine, senza mai avanzare nella società per diventare proprietarie di piccole imprese o gestire stabilimenti di produzione di prodotti ittici. Anche in casa, la maggior parte di loro continuò ad essere la figura domestica principale e a gestire almeno la metà delle faccende domestiche.
Nel XXI secolo le haenyeo sono considerate uno dei tesori di Jeju, e il governo coreano ne ha riconosciuto il contributo alla cultura dell'isola sovvenzionandone l'attrezzatura e garantendo loro i diritti esclusivi sulla vendita di pesce fresco.

## Declino
Il declino delle haenyeo ha avuto inizio con l'industrializzazione della Corea del Sud. Negli anni '60, il governo sudcoreano cominciò a cercare modi per rivitalizzare l'economia nazionale in ogni provincia e, siccome Jeju non era una zona comoda per costruire le fabbriche, si decise di trasformarla in un'isola esportatrice di mandarini. Entro il 1969, la maggioranza degli operai delle campagne era impiegata nel nuovo settore, e il 2% della terra di Jeju era stato dedicato ai frutteti. Nel corso del decennio successivo, il governo promosse un altro programma per sostenere il turismo, che entro il 1978 superò l'agricoltura in qualità di settore economico più grande dell'isola.
Questi cambiamenti ebbero un impatto significativo sui numeri delle haenyeo: avendo delle alternative al lavoro massacrante in mare, le donne abbandonarono le immersioni e, nei cinque anni tra il 1965 e il 1970, il loro numero scese da 23.081 a 14.143. Nel 2017 si contavano 4.005 haenyeo.
Anche le opportunità di istruzione e le posizioni attraenti nei settori emergenti scoraggiarono le ragazze più giovani dal diventare haenyeo. Nel 1970, il 31% delle sommozzatrici aveva 30 anni o meno, il 55% tra i 30 e i 49, e il 14% superava i 50 anni, ma nel 2014 quest'ultima fascia d'età aveva raggiunto il 98%. Nel 2017, solo 12 haenyeo avevano meno di 50 anni, e nessuna ne aveva meno di 30.